# Pidonia obfuscata
Pidonia obfuscata là một loài bọ cánh cứng trong họ Cerambycidae.